# Prozna Edda
Prozna Edda, znana tudi kot Mlajša Edda, Snorrijeva Edda (islandsko Snorra Edda) ali zgodovinsko preprosto Edda, je staronordijski priročnik za skalde in učbenik za pesnike, ki je bil napisan na Islandiji v začetku 13. stoletja. Delo naj bi bilo do neke mere napisano ali vsaj sestavljeno okoli leta 1220 s strani islandskega učenjaka, zakonodajalca in zgodovinarja Snorrija Sturlusona. Šteje za najobseznejši in najpodrobnejši vir sodobnega znanja o nordijski mitologiji, zbirki mitov severnogermanskih ljudstev. Pri tem se opira na različne vire, vključno z različicami pesmi, ki so se do danes ohranile v zbirki, znani pod imenom Poetična Edda. 
Sestavljena je iz štirih delov: Prolog, ki vsebuje evhemerističen prikaz nordijskih bogov; Gylfaginning, ki v obliki vprašanj in odgovorov opisuje vidike nordijske mitologije (obsega približno 20.000 besed); Skáldskaparmál, ki nadaljuje ta format, nato pa predstavi sezname kenningov in heitijev (približno 50.000 besed); ter Háttatal, ki obravnava sestavljanje tradicionalne skaldske poezije (približno 20.000 besed). 
Sedem rokopisov Prozne Edde, ki segajo v obdobje od okoli leta 1300 do 1600, se med seboj opazno razlikuje, kar raziskovalcem omogoča neodvisno analizo besedila. Prozna Edda je očitno služila podobno kot sodobni učbenik, saj je islandskim pesnikom in bralcem pomagala razumeti posebnosti aliteracijskega verza ter dojeti pomen številnih kenningov, uporabljenih v skaldski poeziji. 
Prvotno je bila učenjakom znana preprosto kot Edda, a je pozneje, da bi jo ločilo od Poetične Edde pridobila svoje sodobne ime Prozna Edda. Zgodnji raziskovalci Prozne Edde so domnevali, da je nekoč obstajala zbirka celotnih pesmi, kar je bilo potrjeno z odkritjem rokopisov Poetične Edde.
Danes redko uporabljeno Ime Sæmundova Edda, je zbirki pesmi iz Codex Regiusa pripisal škof Brynjólfur Sveinsson. Ta zbirka, ki jo Snorri pogosto citira, je zaradi Brynjólfurjeve napačne domneve, da jo je pred Snorrijevo Eddo zbral Sæmundr fróði, postala znana tudi kot Starejša Edda. 

## Etimologija
Etimologija besede Edda ostaja ena največjih ugank nordijske filologije, saj o njenem izvoru ni soglasja. Različni raziskovalci so predlagali več razlag, ki segajo od povezav s krajem odraščanja Snorrija, besednimi igrami in latinskimi vplivi do nordijskega konteksta.
Prva teorija povezuje besedo Edda z imenom kraja Oddi, kjer je Snorri Sturluson preživel mladost. To povezavo je že v začetku 17. stoletja prvi naredil islandski kmet Björn á Skarðsá, a njena današnja popularnost se pripisuje predavanju in članku islandskega učenjaka Eiríkurja Magnússona v letih 1895/96. Po tej razlagi naj bi »Edda« pomenila »knjiga iz Oddija«. Ideja je naletela na kritike nekaterih poznavalcev med katerimi je Anthony Faulkes, ki v svojem angleškem prevodu Prozne Edde ugotavlja, da je takšno poimenovanje »malo verjetno tako z jezikoslovnega kot zgodovinskega vidika«, saj Snorri v času pisanja svojega dela ni več živel v Oddiju. Zavrgla sta jo tudi angleški leksikograf James A. H. Murray in islandski jezikoslovec Ásgeir Blöndal Magnússon, ki je teorijo označil za »neprepričljivo« ter ruski jezikoslovec Anatoly Liberman, ki je leta 1996 zapisal, da bi bilo potrebno etimologijo opustiti rekoč, da je preveč pomanjkljiva. Kljub temu teorija ostaja priljubljena. Med drugimi so jo sprejeli nizozemski filolog Jan de Vries, nizozemki profesor Barend Sijmons, slovenski prevajalec Poetične Edde Bogdan Gjud, Magnussonov članek pa so uredniki Saga-Book ponovno objavili leta 1992 v izdaji ob obletnici Vikinškega kluba.
Druga teorija povezuje besedo Edda z izrazom óðr, ki v stari nordijščini pomeni »bistroumnost« ali »poezija«. To razlago je prvi predlagal islandski filolog Árni Magnússon že leta 1787 in kasneje prevzel in razširil islandski jezikoslovec Konráð Gíslason, ki je v svojem delu iz leta 1884 poskušal utemeljiti jezikovno povezavo med óðr in Edda z uporabo paralel, kot so stóð ~ stedda (»kobila«) in lóð ~ ledda (»svinec«). Gíslason je skušal vzpostaviti jezikovno pravilo za alternacijo ð ~ dd, da bi podprl svojo teorijo. Vendar pa je bila teorija o óðr kmalu deležna ostre kritike. Islandski učenjak Guðbrandur Vigfússon je leta 1885 zavrnil Gíslasonove jezikovne primere, saj je pokazal, da so izrazi, kot sta ledda in lóð, pozna izposojenka, in opozoril, da ni trdnih dokazov za alternacijo ð ~ dd. Vigfússon je teorijo o óðr označil za šibko in dodal ironične primere, kot je povezava góðr (»dober«) ~ gedda (»ščuka«), da bi pokazal nesmiselnost tovrstnih analogij. Nemški filolog Hugo Gering je k Vigfússonovem komentarju dodal, da óðr kot skaldski izraz ni bil pogosto uporabljen v staronordijski literaturi, težkih kritik pa je bila teorija deležna tudi s strani Eiríkurja Magnússona, ki je leta 1896 Gíslasonovo teorijo kritiziral zaradi pomanjkanja jezikovne doslednosti in šibkih dokazov. Kasneje so teorijo o óðr sprejeli nekateri ugledni raziskovalci, vključno z Alexandrom Jóhannessonom in Jamesom A. H. Murrayjom. Kljub temu ostaja teorija kontroverzna. Anthony Faulkes opozarja, da je malo verjetno, da bi beseda »Edda« v 13. stoletju nastala neposredno iz óðr. Takšen razvoj bi moral potekati postopoma, medtem ko v predliterarnem obdobju pojem »Edda«  v smislu »poetike« verjetno sploh ni obstajal, teorijo pa zaradi pomanjkljivosti zavrača tudi Anatoly Liberman.
Tretja teorija, da beseda Edda izhaja iz pomena »prababica«, ima korenine v delu Guðbrandurja Vigfússona, ki se je naslanjal na podobne ideje Jacoba Grimma. Oba sta opozorila na uporabo staroislandske besede edda kot »prababica« v pesnitvi Rígsþula. Kljub temu je bila beseda edda že takrat redka in njena etimologija nejasna, saj so ljudje v tistem obdobju redko doživeli starost, da bi izraz za prababico postal široko uporaben. Viri, kot je Codex Upsaliensis, ki velja za bližnjega izvirniku Mlajše Edde, tega pomena ne podpirajo, kar je podkrepilo dvome raziskovalcev, kot je Eiríkur Magnússon, ki je trdil, da Snorri Sturluson verjetno ni poznal te besede. Ameriški učenjak Sivert N. Hagen je teorijo razvijal dalje, pri čemer je domneval, da je Snorri želel uporabiti besedo, ki bi ustrezala konceptu ars poetica. Nemški filolog Gustav Neckel, eden redkih podpornikov Hagenove ideje, je menil, da je Snorri uporabil eddo kot simbol stare matere, ki se je ujemala z izrazom ars poetica, vendar je obenem priznal, da gre za vzdevek, ne za formalni naslov. Drugi raziskovalci, kot je Anatoly Liberman, so zavrnili teorijo, da je Snorri uporabljal eddo v tem pomenu, saj beseda ni bila splošno znana niti sodobnikom Snorrija, niti piscu Codex Upsaliensisa. Anthony Faulkes sicer poudarja, da so v srednjeveški Islandiji eddo uporabljali kot izraz za »prababico«, vendar v islandski kulturi ni jasne povezave med starimi ženskami in skaldskimi verzi.
Četrta hipoteza temelji na latinski besedi edo, ki pomeni »pišem«. Razlago je leta 1977 razvil Anthony Faulkes in temelji na spoznanju, da islandska beseda »kredda« (»vera«) izhaja iz latinskega credo (»verovati«). Ideja temelji na domnevi, da je Snorri kot izobražen učenjak, ki je bil seznanjen z latinsko tradicijo, verjetno uporabil latinsko besedo, da bi naslovil svoje delo o poeziji. Poudarja, da srednjeveška Islandija ni bila izolirana od latinskega vpliva in da bi uporaba latinske besede ustrezala intelektualnemu duhu tistega časa. Po tej razlagi bi »Edda« lahko pomenila »poetična umetnost«, kar se sklada s srednjeveškim razumevanjem besede.

## Rokopisi
Do danes se je ohranilo sedem rokopisov Prozne Edde: šest izvodov iz srednjeveškega obdobja in še en iz 17. stoletja. Noben rokopis ni popoln in vsak ima svoje posebnosti. Poleg treh fragmentov so štirje glavni rokopisi Codex Regius, Codex Wormianus, Codex Trajectinus in Codex Upsaliensis:
| Ime                          | Trenutna lokacija                                                     | Datacija                    | Opombe |
| ---------------------------- | --------------------------------------------------------------------- | --------------------------- | --- |
| Codex Upsaliensis (DG 11)    | Knjižnica Univerze v Uppsali, Švedska                                 | Prva četrtina 14. stoletja. | Vsebuje nekaj posebnosti, ki jih ni mogoče najti v nobenem od treh drugih glavnih rokopisov, kot je ime Gylfaginning. |
| Codex Regius (GKS 2367 4°)   | Inštitut za islandske študije Árnija Magnússona, Reykjavík, Islandija | Prva polovica 14. stoletja. | Je najobsežnejši od štirih rokopisov in po mnenju strokovnjakov najbližji izvirnemu rokopisu, zato je osnova za izdaje in prevode Prozne Edde. Njegovo ime izhaja iz tega, da je bil več stoletij shranjen v Danski kraljevi knjižnici. Med letoma 1973 in 1997 je bilo z Danske na Islandijo vrnjenih več sto starodavnih islandskih rokopisov, med njimi leta 1985 tudi Codex Regius, ki ga zdaj hrani Inštitut za islandske študije Árnija Magnússona. |
| Codex Wormianus (AM 242 fol) | Zbirka rokopisov Árnija Magnússona, København, Danska                 | Sredina 14. stoletja.       | Brez |
| Codex Trajectinus (MSS 1374) | Knjižnica Univerze v Utrechtu, Nizozemska                             | Napisan ok. leta 1600.      | Kopija rokopisa iz druge polovice 13. stoletja. |

Preostali trije rokopisi so AM 748, AM 757 a 4to, AM 738 II 4to in AM le ß fol. Čeprav so nekateri strokovnjaki dvomili, da je mogoče ustvariti zanesljivo drevesno shemo (stemo) rokopisov, saj so lahko pisci le-teh črpali iz več primerkov ali po spominu, je bilo v zadnjem času ugotovljeno, da je mogoče dokaj enostavno določiti glavne vire vsakega posameznega rokopisa. Prozna Edda je ostala zunaj Islandije do objave Edda Islandorum leta 1665 v glavnem neznana.

## Avtorstvo
Na splošno velja, da je besedilo napisal ali vsaj sestavil Snorri Sturluson. Ta opredelitev temelji predvsem na naslednjem odstavku iz dela rokopisa Codex Upsaliensis iz začetka 14. stoletja, ki vsebuje Eddo:
| Bók þessi heitir Edda. Hana hefir saman setta Snorri Sturluson eptir þeim hætti sem hér er skipat. Er fyrst frá Ásum ok Ymi, þar næst Skáldskaparmál ok heiti margra hluta, síðast Háttatal er Snorri hefir ort um Hákon konung ok Skúla hertuga. | Ta knjiga se imenuje Edda. Snorri Sturluson jo je zbral na način, kot je urejen tukaj. Najprej je govora o Azih in Ymirju, nato o Skáldskaparmálu („pesniška dikcija“) in (poetičnih) imenih mnogih stvari, nazadnje pa o Háttatalu („naštevanje metrik oz. verznih oblik“), ki ga je Snorri sestavil o kralju Hákonu in Earlu Skúliju. |

Poznavalci so ugotovili, da ta atribucija, skupaj z atribucijami drugih primarnih rokopisov, ne pojasnjuje, ali je Snorri le sestavljalec dela in avtor Háttatala ali pa je avtor celotne Edde. Faulkes povzema znanstveno razpravo o avtorstvu Prozne Edde takole:
Snorrijevo avtorstvo Prozne Edde je zagovarjal renesančni učenjak Arngrímur Jónsson (1568–1648) in od njegovega časa je bilo na splošno brez dvoma splošno sprejeto. Vendar se ohranjeni rokopisi, ki so vsi nastali več kot pol stoletja po Snorrijevi smrti, med seboj precej razlikujejo in ni verjetno, da bi kateri od njih ohranil delo v takšni obliki, kot ga je napisal Snorri. Predvsem številni odlomki v Skáldskaparmálu naj bi bili interpolacije, ta del dela pa je bil v večini rokopisov očitno deležen različnih popravkov. Prav tako se trdi, da prolog, prvi odstavek in del zadnjega odstavka Gylfaginninga vsaj v ohranjenih oblikah niso Snorrijevi.
Ne glede na to je omemba Snorrija v rokopisih vplivala na splošno sprejetje Snorrija kot avtorja ali vsaj enega od avtorjev Edde.

## Vsebina

### Prolog
Prolog je prvi del štirih knjig Prozne Edde, ki ga sestavlja evhemeristično krščansko poročilo o izvoru nordijske mitologije: nordijski bogovi so opisani kot človeški trojanski bojevniki, ki so zapustili Trojo po njenem padcu (izvor, ki je podoben Vergilijevi Eneidi).

### Gylfaginning
Prologu sledi Gylfaginning (staroislandsko »Prevara Gylfija«). Gylfaginning obravnava nastanek in uničenje sveta nordijskih bogov ter številne druge vidike nordijske mitologije. Poglavje je napisano v prozi, ki jo prepletajo citati iz eddske poezije.

### Skáldskaparmál
Skáldskaparmál (staroislandsko »jezik poezije«) je tretje poglavje Edde, ki ga sestavlja dialog med jötunnom (velikanom) Ægirjem, ki je ena od različnih personifikacij morja, in Bragijem, skaldskim bogom, v katerem se prepletata nordijska mitologija in razprava o naravi poezije. Podan je izvor številnih kenningov, Bragi pa nato poda sistematičen seznam kenningov za različne ljudi, kraje in stvari. Bragi nato podrobneje obravnava pesniški jezik, zlasti heiti, pojem pesniških besed, ki niso perifrazne, na primer »jahanec« za »konj«, in jih ponovno sistematizira. To poglavje vsebuje številne citate iz skaldske poezije.

### Háttatal
Háttatal (staroislandsko »seznam verznih oblik«) je zadnji razdelek Prozne Edde, ki ga je sestavil islandski pesnik, politik in zgodovinar Snorri Sturluson. Predvsem z lastnim skladanjem ponazarja vrste verznih oblik, ki so se uporabljale v staronordijski poeziji. Snorri je uporabil tako normativen kot opisni pristop; gradivo je sistematiziral in pogosto opozoril, da starejši pesniki niso vedno upoštevali njegovih pravil.

## Prevodi
Prozna Edda v slovenščino še ni bila prevedena.
Prevodi v angleščino
Najnovejše prevode v angleščino so pripravili Jesse Byock (2006), Anthony Faulkes (1987 / 2. izdaja 1995), Jean Young (1954) in Arthur Gilchrist Brodeur (1916). Mnogi od teh prevodov so skrajšani; Háttatal je zaradi svoje tehnične narave pogosto izključen, Skáldskaparmál pa ima pogosto skrajšane svoje staronordijske enciklopedične dele.
- The Prose or Younger Edda commonly ascribed to Snorri Sturluson. Prevod: Dasent, George Webbe. Norstedt and Sons. 1842.
- The Younger Edda: Also Called Snorre's Edda, or the Prose Edda. Prevod: Anderson, Rasmus B. Chicago: Griggs. 1880. (Project Gutenberg e-text, 1901 ed.; Wikisource edition.)
- The Elder Eddas of Saemund Sigfusson; and the Younger Eddas of Snorre Sturleson. Prevod: Thorpe, Benjamin; Blackwell, I. A. 1906. Compilation of two translations made earlier; Blackwell's translation of the Prose Edda is from 1847.
- The Prose Edda . Prevod: Brodeur, Arthur Gilchrist. The American-Scandinavian Foundation. 1916 – prek Wikivir.
- The Prose Edda of Snorri Sturluson; Tales from Norse Mythology. Prevod: Young, Jean. Bowes & Bowes. 1954.
- Edda (PDF). Prevod: Faulkes, Anthony (2nd izd.). Everyman. 1995. ISBN 0-460-87616-3.
- The Prose Edda. Prevod: Byock, Jesse. Penguin Classics. 2006. ISBN 978-0-141-91274-5.
- Pálsson, Heimir, ur. (2012). The Uppsala Edda: DG 11 4to (PDF). Prevod: Faulkes, Anthony. London: The Viking Society for Northern Research. ISBN 978-0-903521-85-7. A version based strictly on the Codex Upsaliensis (DG 11) document; includes both Old Norse and English translation.

Prevodi v ostale jezike
- Snorre Sturlesons Edda samt Skalda [Snorre Sturleson's Edda and Skalda] (v švedščini). Prevod: Cnattingius, Andreas Jacobus. 1819.
- Edda Snorra Sturlusonar - Edda Snorronis Sturlaei (v latinščini). Prevod: Egilsson, Sveinbjörn; Sigurðsson, Jón; Jónsson, Finnur.  3 volumes: Vol. 1: Formali, Gylfaginning, Bragaraedur, Skaldskarparmal et Hattatal (1848), Vol. 2: Tractatus Philologicos et Additamenta ex Codicibus Manuscripts (1852), Vol. 3: Praefationem, Commmentarios in Carmina, Skaldatal cum Commentario, Indicem Generalem (1880–1887)
- Die prosaische Edda im Auszuge nebst Vǫlsunga-saga und Nornagests-þáttr [The Prose Edda in excerpt along with Völsunga saga and Norna-Gests þáttr]. Bibliothek der ältesten deutschen Literatur-Denkmäler. XI. Band (v nemščini). Prevod: Wilken, Ernst.
  - Teil I: Text, Paderborn F. Schöningh, 1912 [1877]
  - Teil II: Glossar, Paderborn F. Schöningh, 1913 [1877]
- Snorre Sturlusons Edda: Uppsala-Handskriften DH II (v islandščini). Prevod: Grape, Anders. 1977. OCLC 2915588. , 2 volumes : 1 facsimile; 2 translation and notes
- Snorre Sturlusons Edda: Uppsala-Handskriften DH II (v švedščini). Prevod: Grape, Anders; Kallstenius, Gottfrid; Thorell, Olod. 1977. OCLC 774703003. , 2 volumes : 1 facsimile; 2 translation and notes
- Edda Menor [Younger Edda] (v španščini). Prevod: Lerate, Luis. Alianza Editorial. 1984. ISBN 978-84-206-3142-4.
- L'Edda: Récits de mythologie nordique [The Edda: Stories of Norse Myth]. L'Aube des peuples (v francoščini). Prevod: Dillmann, François-Xavier. Gallimard. 1991. ISBN 2-07-072114-0.

## Izdaje v stari nordijščini
- Egilsson, Sveinbjörn, ur. (1848), Edda Snorra Sturlusonar: eða Gylfaginníng, Skáldskaparmál og Háttatal, Prentuð i prentsmiðjulandsins, af prentara H. Helgasyni
- Jónsson, Guðni, ur. (1935), Edda Snorra Sturlusonar: með skáldatali (v islandščini), Reykjavík: S. Kristjánsson
- Faulkes, Anthony (ur.), Edda, nordijsko besedilo z angleškimi opombami.
  - Snorri Sturluson (2005) [1982], Prologue and Gylfaginning (PDF) (2nd izd.), ISBN 978-0-903521-64-2
  - Snorri Sturluson (1998), Skáldskaparmál 1: Introduction, text and notes (PDF), Viking Society for Northern Research, ISBN 978-0-903521-36-9
  - Snorri Sturluson (1998), Skáldskaparmál 2: Glossary and index of names (PDF), Viking Society for Northern Research, ISBN 978-0-903521-38-3
  - Snorri Sturluson (2007) [1991], Háttatal (PDF) (2nd izd.), ISBN 978-0-903521-68-0